# Arnaud Viard
Pour les articles homonymes, voir Viard.
 (février 2020).
Si vous disposez d'ouvrages ou d'articles de référence ou si vous connaissez des sites web de qualité traitant du thème abordé ici, merci de compléter l'article en donnant les références utiles à sa vérifiabilité et en les liant à la section « Notes et références ».
Arnaud Viard est un acteur, auteur et réalisateur français, né le 22 août 1965 à Lyon.

## Biographie
Il est le deuxième d’une fratrie de 5 enfants. Il a passé son enfance à Fixin et vit désormais à Paris. Sa sœur Virginie Viard est une styliste de mode et costumière. Elle est directrice artistique de la maison de Haute Couture Chanel depuis février 2019.
Diplômé d'une école de commerce, il travaille un an à New York puis à Londres dans la publicité, avant de rentrer à Paris, où il voit le film de Peter Weir Le Cercle des poètes disparus qui l’incite, à 25 ans, à pousser la porte du Cours Florent. Il y restera deux ans avant d’être engagé par Robert Hossein dans Les Bas-fonds de Gorki.
Tout en travaillant comme acteur, notamment sous la direction de Patrice Chéreau, Tonie Marshall, Dominique Pitoiset, Jean-Pierre Améris, Étienne Chatiliez, Éric Assous, ou Christophe Lidon, il écrit, joue et réalise son premier court-métrage La Fleur à la Bouche. À partir de là, il s’oriente vers la mise en scène, et réalise deux autres courts-métrages[réf. souhaitée].
En 2002 et 2003, il enseigne le cinéma au Cours Florent avant de co-fonder la société de production Les 1001 Marches[réf. souhaitée].
En 2004, il réalise et coproduit son premier long-métrage Clara et moi (avec notamment Julie Gayet, Julien Boisselier et Michel Aumont), qui obtient le prix de la Fondation Diane et Lucien Barrière. Puis il réalise quelques publicités (FMO[Quoi ?], INPES)[réf. souhaitée].
En 2006 et 2008, il devient, comme acteur, le héros de la saga publicitaire «Neuf Box». Dans un des spots, il se trouve même aux côtés de l'ex-footballeur Éric Cantona. Par la suite, il incarne, pendant un an, Jean-François dans Que du bonheur !, programme court d’access prime-time, diffusé quotidiennement sur TF1 entre 2008 et 2009 et rediffusé en 2012 sur NT1.
En 2013 et 2014, il écrit, produit, réalise et joue dans son deuxième film Un nouveau souffle. Le film sort en avril 2015 sous le titre Arnaud fait son deuxième film.
En 2015, il tourne comme acteur dans le premier long-métrage d'Eleanor Coppola, Paris can wait, produit par Francis Ford Coppola.
En 2018, il tourne son troisième film, une adaptation du livre d'Anna Gavalda, Je voudrais que quelqu'un m'attende quelque part avec Jean-Paul Rouve, Alice Taglioni, Aurore Clément, Benjamin Lavernhe, Camille Rowe et Elsa Zylberstein. Ce film sort dans les salles de cinéma en 2020 et fait plus de 450 000 entrées.
En 2020, il profite du premier confinement pour écrire et réaliser Cléo, Melvil et Moi, un film en noir et blanc qu'il tourne avec lui-même, ses enfants Cléo Viard Garcin et Melvil Viard Garcin, Marianne Denicourt et Romane Bohringer.  Le film est une chronique musicale, autobiographique et intime des 55 jours de ce confinement à Saint-Germain-des-Prés, sorti au cinéma le 5 juillet 2023.

## Filmographie

### Acteur

#### Cinéma
- 1995 : Ainsi soient-elles de Patrick Alessandrin et Lisa Azuelos : l'inconnu en terrasse
- 1996 : Les Menteurs d'Élie Chouraqui : ?
- 1999 : La Ville (El Medina) de Yousry Nasrallah : ?
- 2001 : Les Gens en maillot de bain ne sont pas (forcément) superficiels d'Éric Assous : un employé de l'agence
- 2001 : Oui, mais... d'Yves Lavandier : le professeur d'histoire-géographie
- 2002 : Plus haut de Nicolas Brevière : Henri
- 2003 : Toutes les filles sont folles de Pascale Pouzadoux : Planton 1
- 2013 : Amitiés sincères de Stéphan Archinard et François Prévôt-Leygonie : Régis
- 2015 : Arnaud fait son deuxième film de lui-même : Arnaud
- 2016 : Bonjour Anne (Paris Can Wait) d'Eleanor Coppola : Jacques Clément
- 2016 : Carole Matthieu de Louis-Julien Petit : Jean-Paul
- 2018 : Grâce à Dieu de François Ozon : Fabrice
- 2019 : Je voudrais que quelqu'un m'attende quelque part de lui-même : le metteur en scène de la pièce d'Héléna
- 2023 : Cléo, Melvil et Moi de lui-même : Arnaud
- 2023 : Coup de chance de Woody Allen

#### Télévision
Téléfilms
- 1994 : Une nounou pas comme les autres d'Éric Civanyan : Gilou
- 2003 : L'Adieu de François Luciani : le commandant Benoît
- 2018 : Un adultère de Philippe Harel : Simon, un client du salon de thé

Séries télévisées
- 1995 : Les Cordier, juge et flic, épisode Cécile mon enfant de Marion Sarraut : le maître charpentier
- 1998 : Une femme d'honneur, épisode Balles perdues de Bernard Uzan : le lieutenant Beaume
- 1999 : Boulevard du Palais, épisode La Jeune fille et la mort de Jacques Malaterre : Marc
- 2000 : Dossiers : Disparus, épisode Élodie de Paolo Barzman : Mauresmo
- 2000 : Joséphine, ange gardien, épisode Le Combat de l'ange de Laurence Katrian : Bruno
- 2000 : Julie Lescaut, épisode Destins croisés d'Alain Wermus : Dandry
- 2000 : Affaires familiales : Me Calvet
- 2002 : Avocats et Associés, épisode Celle par qui le scandale arrive de Christian Bonnet : Jean-Pierre Lemare
- 2005 : Mission protection rapprochée, épisode Trois en un de Dennis Berry : Francis
- 2005 : Les Enquêtes d'Éloïse Rome, épisode La Vipère de Christophe Douchand : Serge Sinclair
- 2007 : Tranches de vie : Papa
- 2008 : Que du bonheur ! de Christophe Fort : Jean-François (205 épisodes)
- 2020 : Emily in Paris d'Andrew Fleming : Paul Brossard (saison 1, épisodes 1 et 2)
- 2024 : Senna : Jean-Marie Balestre
- 2025 : Génération Alpha de Franck Brett : Amaury de Montchanin

### Réalisateur

#### Longs métrages
- 2004 : Clara et moi
- 2015 : Arnaud fait son deuxième film
- 2019 : Je voudrais que quelqu'un m'attende quelque part
- 2023 : Cléo, Melvil et moi

#### Courts métrages
- 1996 : La Fleur à la bouche, d'après Luigi Pirandello
- 2001 : Oui, d'après Bourbon Busset
- 2002 : Haïku, Rose Victoria

### Producteur
- 2004 : Clara et Moi (Producteur délégué : Gloria Films)
- 2015 : Arnaud fait son deuxième film